# Ernst von Pfuel

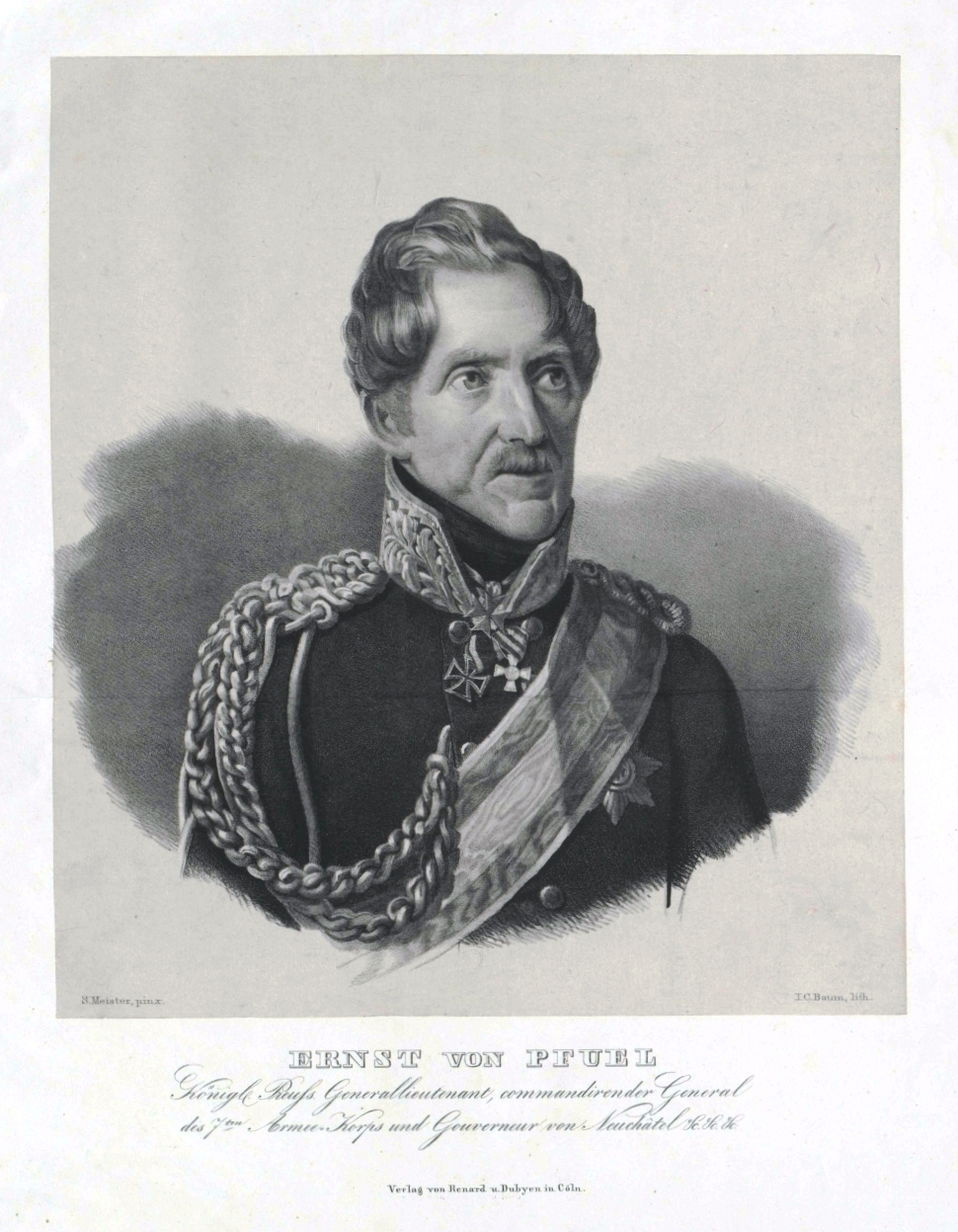
Ernst von Pfuel

Ernst Heinrich Adolf von Pfuel (* 3. November 1779 auf Gut Jahnsfelde; † 3. Dezember 1866 in Berlin) war ein preußischer General der Infanterie, Reformer des Militärsports, Kommandant der Stadt Köln sowie des preußischen Sektors von Paris, Gouverneur des Fürstentums Neuchâtel, Mitglied der Preußischen Nationalversammlung von 1848, Gouverneur von Berlin, preußischer Ministerpräsident und Kriegsminister sowie Mitglied des Herrenhauses.

## Leben

### Herkunft
Ernst stammte aus dem alten in Jahnsfelde in der Märkischen Schweiz ansässigen Adelsgeschlecht von Pfuel. Er war der Sohn des preußischen Generalmajors Ludwig von Pfuel (1718–1789), Gutsherr auf Jahnsfelde und vormals Hofmarschall des Prinzen Friedrich Wilhelm von Preußen und der Sophie Kranz (1755–1783) sowie der Bruder des Generalleutnants Friedrich Heinrich Ludwig von Pfuel.

### Karriere

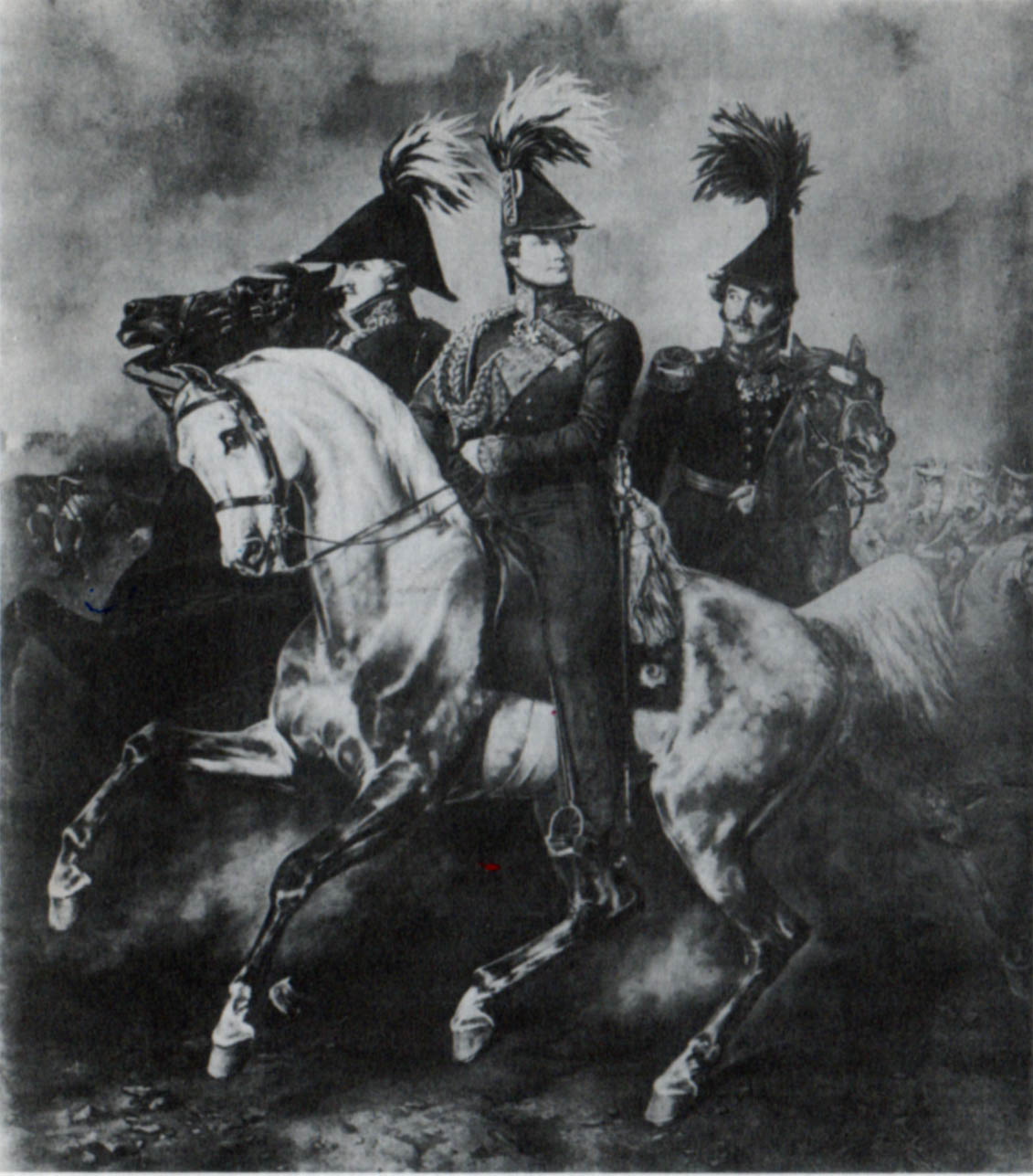
General Ernst von Pfuel, Kronprinz Friedrich Wilhelm, Oberst Kellermeister von der Lund

Pfuel galt als liberal und Reformen gegenüber aufgeschlossen. In Berlin war er einer der wenigen Offiziere, die im Salon Rahel Varnhagens verkehrten. Später gehörte er der Gesetzlosen Gesellschaft zu Berlin an.
Im Alter von 13 Jahren wurde er von seiner Familie auf die Berliner Kadettenanstalt geschickt. Am 12. September 1797 wurde Pfuel als Fähnrich im Infanterieregiment „Kronprinz“ der Preußischen Armee angestellt. Dort folgte am 8. Oktober 1799 seine Beförderung zum Sekondeleutnant. Am 18. Juni 1803 reichte Pfuel seinen Abschied ein, ging nach Dresden zu seinem Freund Heinrich von Kleist und unternahm mit ihm verschiedene Reisen. Im April 1805 beantragte er seine Wiederanstellung in der Armee. Pfuel kam daraufhin in das Füsilierbataillon „von Schachtmeyer“ bei der 2. Ostpreußischen Füsilierbrigade. Während des Feldzuges 1806 nahm er als Adjutant des Generals Graf von Schmettau an der Schlacht bei Jena und Auerstedt teil. Bei Lübeck geriet er in französische Gefangenschaft, wurde jedoch bald auf sein Ehrenwort hin entlassen. Nach der preußischen Niederlage und dem Frieden von Tilsit nahm Pfuel erneut seinen Abschied und erhielt in Dresden eine Anstellung als Lehrer des Prinzen Bernhard.
1809 trat er in österreichische Dienste und nahm im gleichen Jahr während des Feldzuges gegen die Franzosen an den Gefechten bei Eger und in Sachsen teil. Von September 1810 bis November 1811 diente Pfuel als Kapitän im Infanterieregiment „Erzherzog Rainar“ und war anschließend im Kriegsarchiv Wien tätig. Dort lernte er auch den Freiherrn vom Stein kennen, der ihn bei Beginn des Feldzuges 1812 eine Anstellung in russischen Diensten vermittelte. Im Auftrag von Zar Alexander I. kam Pfuel in das Hauptquartier des Marschalls Kutusow. Nach seiner Beförderung zum Major wurde er dem Streifkorps Tettenborns als dessen Chef des Generalstabes zugeteilt. Während der Befreiungskriege kämpfte Pfuel im Februar 1813 bei Berlin, rückte in die Stadt ein und war später an der Besetzung von Hamburg beteiligt. Er wurde am 1. Januar 1814 zum Oberst befördert und war vom 2. Februar bis 11. April 1814 Kommandeur des 1. Infanterieregiments der Russisch-Deutschen Legion. Anschließend kehrte Pfuel in preußische Dienste zurück und kam in den Generalstab. Für seine Leistungen im Feldzug in Holstein verlieh ihm König Friedrich Wilhelm III. am 29. Dezember 1814 den Orden Pour le Mérite. Während des Sommerfeldzug von 1815 befand Pfuel sich im Generalstab von Blücher. Er kämpfte bei Ligny, erhielt das Eiserne Kreuz II. Klasse und nahm an der Schlacht bei Waterloo teil. Nach der Niederlage Napoleons und der Besetzung der französischen Hauptstadt war Pfuel vom 26. Juli bis 30. August 1815 Kommandant des preußischen Sektors von Paris.
Am 31. August 1815 kehrte Pfuel wieder in den Generalstab zurück, wurde am 25. Mai 1818 Chef des Generalstabes des VIII. Armee-Korps in Koblenz und in dieser Stellung am 19. September 1818 zum Generalmajor befördert. Vom 18. Juni 1825 bis 30. November 1828 war er Kommandeur der 7. Landwehr-Brigade in Magdeburg und dann bis Ende März 1830 Mitglied der Prüfungskommission für militärwissenschaftliche und technische Gegenstände. Daran schloss sich am 30. März 1830 seine Ernennung zum Kommandeur der 15. Division an. Zeitgleich fungierte Pfuel ab 10. September 1830 auch als Erster Kommandant von Köln.

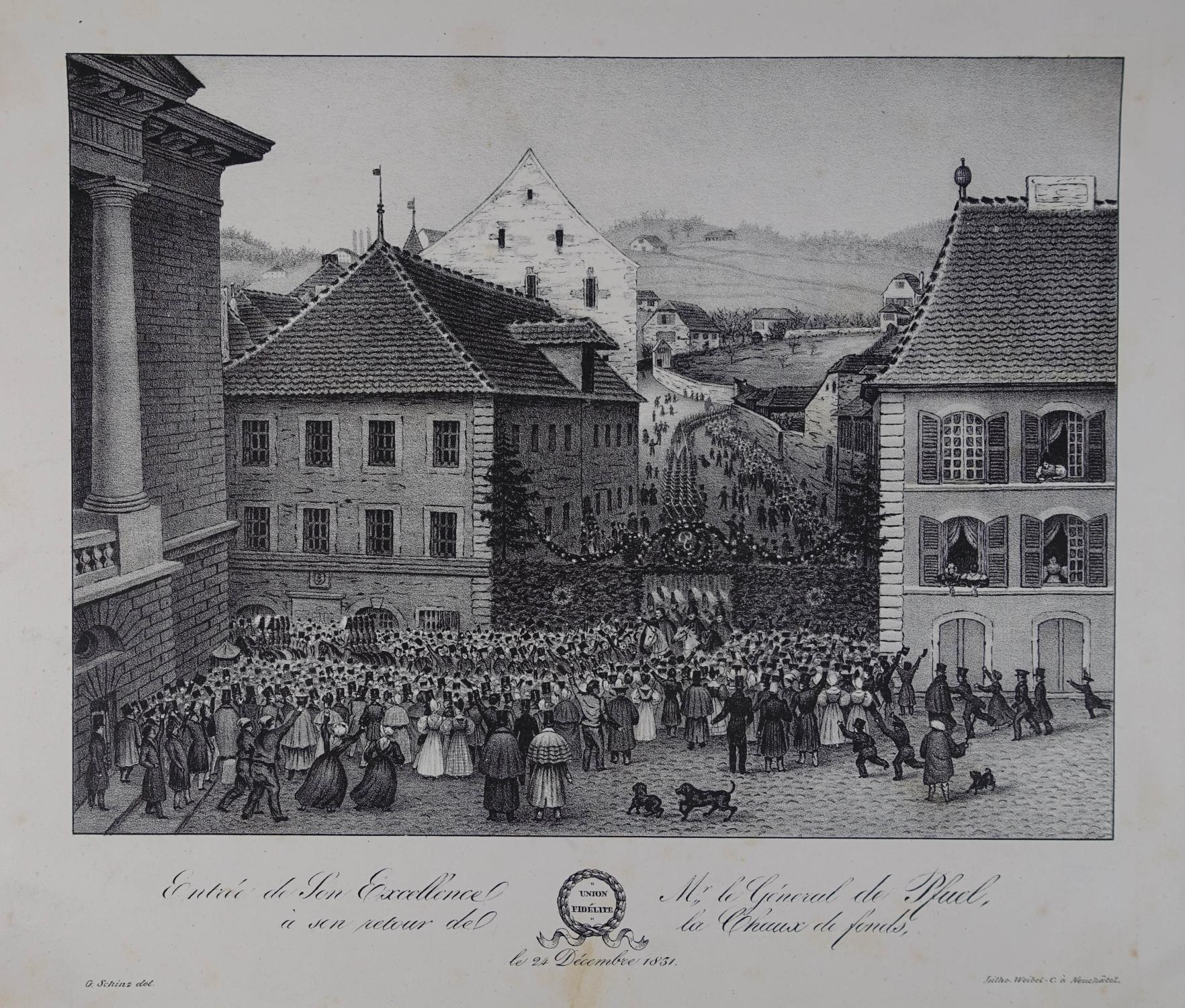
Die Rückkehr des Generals Ernst von Pfuel. Einzug in La Chaux-de-Fonds, 24. Dezember 1831

Pfuel wurde im Mai 1831 in das preußische Fürstentum Neuenburg gesandt, um den dort kurz zuvor aufgebrochenen Aufstand niederzuwerfen. Dafür wurde ihm am 31. Dezember 1831 das Eichenlaub zum Orden Pour le Mérite verliehen und er außerdem zum Generalleutnant befördert. Ab 19. Januar 1832 war Pfuel zudem Gouverneur von Neuchâtel. Ende März 1838 wurde Pfuel Kommandierender General des VII. Armee-Korps. In Würdigung seiner Verdienste ernannte ihn König Friedrich Wilhelm IV. am 12. September 1842 zum Chef des 13. Infanterie-Regiments. Außerdem verlieh er Pfuel am 23. Oktober 1842 die Brillanten zum Roten Adlerorden I. Klasse und schlug ihn am 18. Januar 1844 zum Ritter des Schwarzen Adlerordens. Am 30. März 1844 folgte seine Beförderung zum General der Infanterie und der schwedische König schlug Pfuel anlässlich eines offiziellen Besuches in Stockholm zum Ritter des Seraphinenordens. Am 10. April 1847 verlieh Friedrich Wilhelm IV. ihm die Ordenskette zum Schwarzen Adlerorden.

#### Das Jahr 1848 und die Märzrevolution

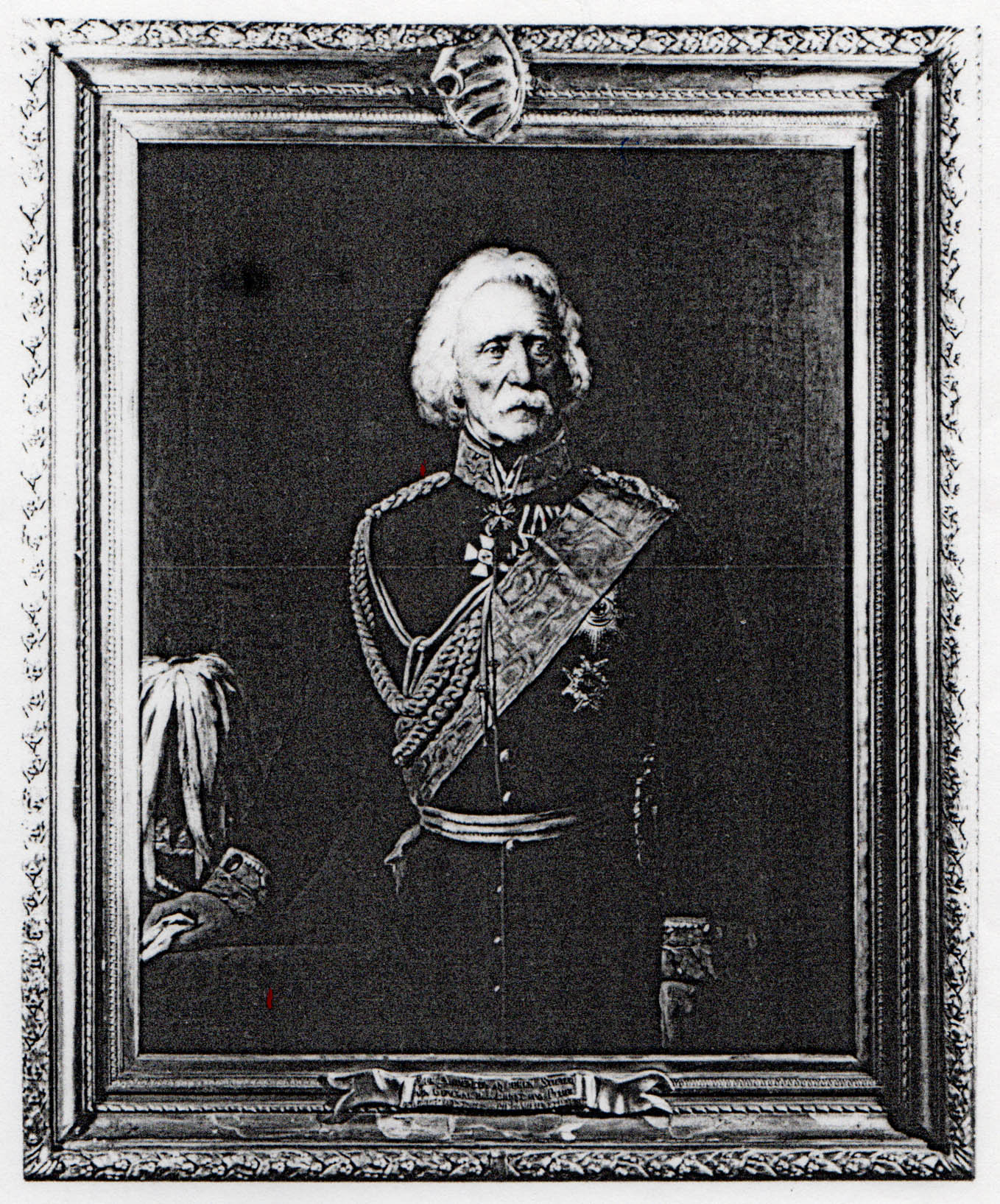
Ernst von Pfuel

Nur kurze Zeit war Pfuel vom 11. bis zum 18. März 1848 Gouverneur von Berlin. Am 15. März 1848 stellte er sich vor die Truppen, die bereits auf die Aufständischen angelegt hatten, und verhinderte so ein Blutbad – was ihn in der Folge seine Stellung kostete.
Am 21. September 1848 zum Ministerpräsidenten und Kriegsminister ernannt, wurde das Ministerium ihm mehr gebildet, als dass er es bildete. In seinem Regierungsprogramm versicherte Pfuel am 22. September in der preußischen Nationalversammlung, er wolle zwar die Rechte und die Würde des Königs verteidigen, sei aber auch „fest entschlossen, auf dem betretenen konstitutionellen Wege zu verharren, die erworbenen Freiheiten zu bewahren, alle reaktionären Bestrebungen zurückzuweisen, in allen Zweigen des öffentlichen Dienstes Befolgungen der konstitutionellen Grundsätze Sorge zu tragen, die Rechte und Freiheiten des Volkes heilig zu halten“. Sein Heereserlass vom September 1848, der alle antikonstitutionellen Bestrebungen für unverträglich mit der Stellung eines preußischen Offiziers erklärte, erregte böses Blut in Offizierskreisen. Der König verübelte es ihm, dass er den Beratungen und Beschlüssen der Nationalversammlung im Oktober, den Adel, die Orden und die Bezeichnung „von Gottes Gnaden“ im Titel des Königs abzuschaffen, nicht den erforderlichen Widerstand entgegengebracht hatte. Am 1. November 1848 nahm Pfuel seinen Abschied. 1858 wurde er in das Preußische Herrenhaus berufen und erhielt am 18. Juni 1864 die Krone zum Orden Pour le Mérite. Nach seinem Tod wurde er auf seinem Gut Jahnsfelde beigesetzt.

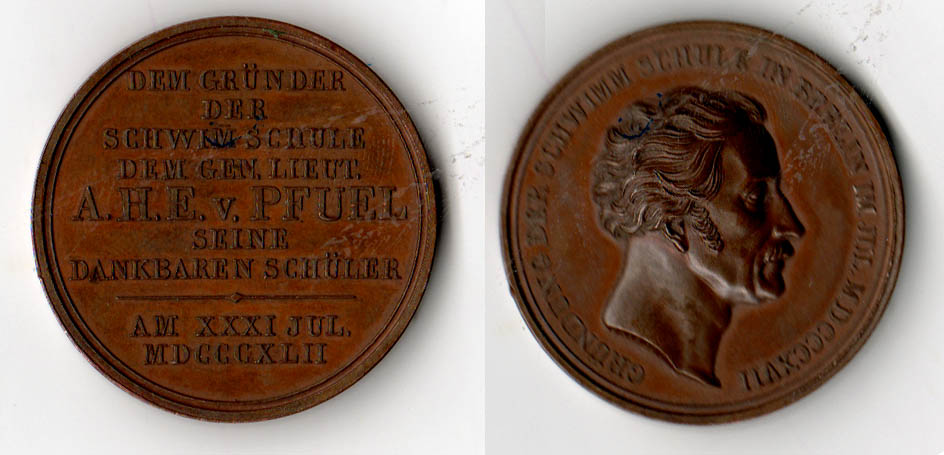
Gründung der Schwimmschule in Berlin im Juli 1817

#### Begründer des Militärschwimmsports
Am bekanntesten wurde Pfuel durch seine Reformen beim Militärsport. Als erster führte er Schwimmunterricht für Soldaten ein und gründete 1810 in Prag die erste Militär-Schwimmschule der Welt. In Berlin gründete er 1817 in der Köpenicker Straße 12 nahe dem Oberbaum eine Flussbadeanstalt in der Spree, die erste Militärunterrichts- und Schwimmbadeanstalt Berlins, die dann noch bis zum Jahr 1925 oder 1933 existierte und zu der von Anfang an auch Zivilisten – insbesondere die Schuljugend – Zugang hatten. Die Pfuelsche Badeanstalt wirkte typenbildend für Berliner Flussbadeanstalten. Sie war auf Pfählen gegründet und besaß ein von allen Seiten umschlossenes Wasserbecken. Dies war der Moral der Zeit geschuldet, die Blicke von außen auf das „Badetreiben“ nicht duldete.

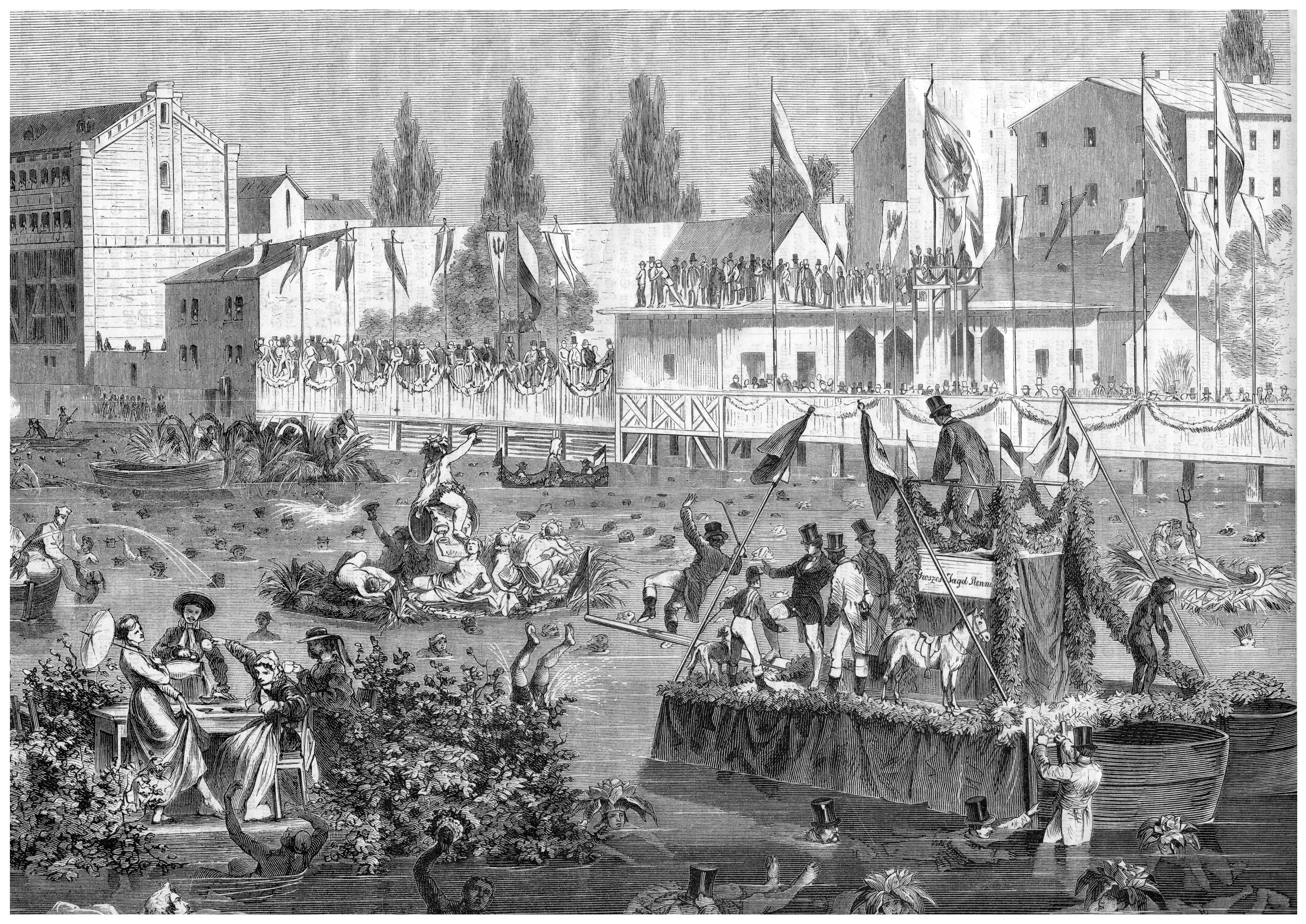
Die Feier zum 50. Jubiläum der Pfuel’schen Schwimmanstalt, 1867 in Berlin

Schwimmen bedeutete für Pfuel das gleiche wie für Ludwig Jahn das Turnen. Denjenigen Jungen (selten Männer, nie Mädchen oder Frauen), die quer über die Spree ohne „absaufen“ einmal hin und her schwammen, wurde ein „Diplom der Schwimmkunst“ überreicht. Von Zeit zu Zeit organisierte Pfuel Schwimmfeste an der Oberbaumbrücke. Pfuel gilt als offizieller Erfinder des Brustschwimmens. Fast 70.000 Militärangehörige und Zivilisten lernten hier in den folgenden 50 Jahren das Schwimmen. Pfuel hielt das Brustschwimmen für die effektivste Methode der Fortbewegung im Wasser.

„Der Frosch ist ein vortrefflicher Schwimmer, und unser Lehrmeister ist gefunden, denn die Beschaffenheit seines Körpers ähnelt in den Teilen, welche hauptsächlich zum Schwimmen nothwendig sind, sehr der des Menschen.“

Pfuel machte die Angel-Lehrweise populär, wobei der Anfänger in einem Gurt hängt und auf Kommando die verschiedenen Schwimmbewegungen ausführt, zuerst auf einem Hocker am Beckenrand und dann im Wasser. Es war jedoch nicht einfach, seine Rekruten zum Sprung in das kühle Nass zu bewegen:

„Viele verlegten sich auf’s Kapituliren, um ein langsames Hineinlassen zu gewinnen und den Kopf vor dem Untertauchen zu retten, andere sahen trübsinnig hinunter wie in’s Grab, und wurden blaß und bläßer, so wie der Meister seine Aufmunterung steigerte; noch andern klopfte das Herz, daß der Gurt sich bewegte, und einer schlug sogar ein großes Kreuz über sich, um doch christlich zu enden.“

Die der ehemaligen Badeanstalt nahe gelegene Pfuelstraße in Berlin-Kreuzberg erinnert noch heute daran.

### Pfuel und Kleist
Pfuels Freundschaft mit Heinrich von Kleist datiert aus der gemeinsamen Zeit beim Potsdamer Infanterieregiment Nr. 18. Gemeinsam mit Kleist hatte sich Pfuel 1803 zu einer Reise in die Schweiz aufgemacht, von wo aus es weiter nach Italien und Frankreich ging. Aus der Zeit nach dieser Reise stammt ein Brief Kleists an Pfuel, in dem Kleist schreibt:

„Ich habe deinen schönen Leib oft, wenn du in Thun vor meinen Augen in den See stiegest, mit wahrhaft mädchenhaften Gefühlen betrachtet. Er könnte wirklich einem Künstler zur Studie dienen. Dein kleiner krauser Kopf, einem feisten Halse aufgesetzt, zwei breite Schultern, ein nerviger Leib, das Ganze ein musterhaftes Bild der Stärke, als ob du dem schönsten jungen Stier, der jemals dem Zeus geblutet, nachgebildet wärest.“

Und der Brief endet:

„Ich heirathe niemals, sei du die Frau mir, die Kinder, und die Enkel!“

Der Brief – der sich heute im Brandenburgischen Landeshauptarchiv in Potsdam befindet – wurde in Pfuels Nachlass aufgefunden, wo er samt seinen gesamten Skripten und Aufzeichnungen seiner Ministerpräsidentenfunktion im Gutsarchiv des Stammschlosses derer von Pfuel in Jahnsfelde bis 1945 blieb. Die aus der Militärzeit stammende Männerfreundschaft zwischen Kleist und Pfuel wie auch die Begeisterung für das Schwimmen hatten zumindest von Kleists Seite also unverkennbar homoerotische Züge, die Kleist dann wohl in seinem Dramolett Der Schrecken im Bade auf nicht unmittelbar dechiffrierbare Weise thematisierte.

### Familie

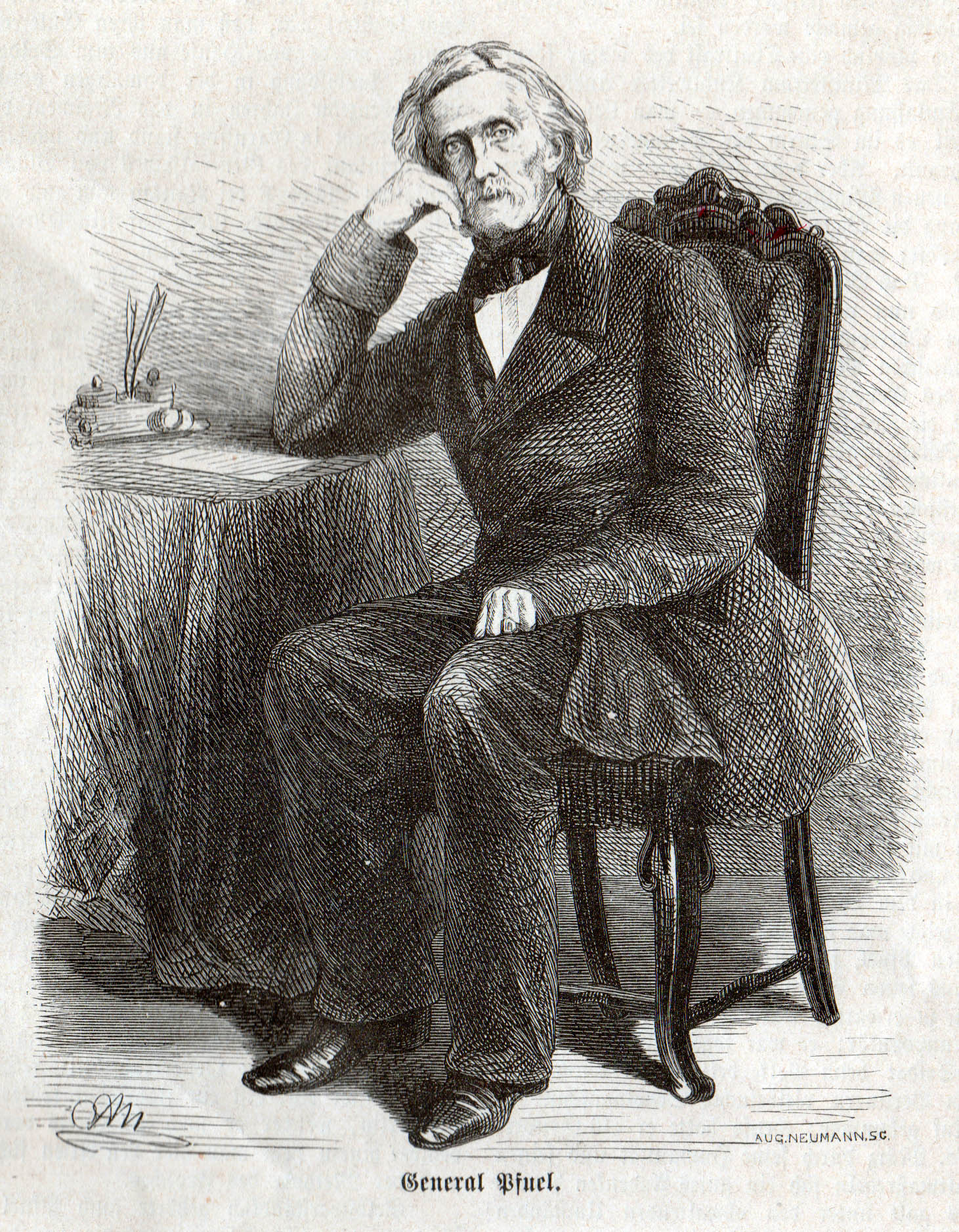
General Ernst von Pfuel. Stich von August Neumann

Pfuel heiratete am 17. März 1808 auf Gut Lenzke Karoline von Byern (1786–1843), die Tochter des Gutsbesitzers und Generals Karl Wilhelm von Byern, Gutsherr auf Lenzke, und der Friederike Zinnow. Aus der Ehe gingen folgende Kinder hervor:
- Wolf (1809–1866), preußischer Generalmajor ⚭ Marie von Lamprecht (1823–1860), Eltern des Generals Curt von Pfuel
- Bernhard (1811–1812)
- Max (1814–1826), Kadett
- Elisabeth (1816–1835)
- Ernst (1817–1903), preußischer Sekondeleutnant a. D.

⚭ 30. Juni 1853 Antonie Kusig (1832–1855), Tochter des Oberförsters Wilhelm Kusig († 1838) und der Adelheid von Alvensleben (1795–1862), Tochter von Gebhard Johann Achaz von Alvensleben
⚭ 1866 Natalie Pabst (* 1829); sie waren die Eltern des Generalleutnants Maximilian von Pfuel
- Hans (1819–1866), preußischer Sekondeleutnant a. D. und Kammerherr ⚭ 1843 Anna Gräfin von Berlemont (* 1823)

Im Jahr 1830 trennte sich das Ehepaar nach 22-jähriger Ehe, nachdem seine Frau von einem Seitensprung erfahren hatte. Zwei Jahre später heiratete Pfuel am 11. September 1832 auf Gut Randau seine damalige Geliebte Emilie (Amalie) Wahlert, geborene von Alvensleben (1792–1854), die Tochter des Gutsbesitzers Gebhard von Alvensleben, Gutsherr auf Randau, und der Karoline von Radecke. Auch Emilie war zum Zeitpunkt ihres Liebesverhältnisses noch in erster Ehe mit dem preußischen Geheimen Regierungsrat Georg Wahlert († 1847) verheiratet und hatte sich ebenfalls 1830 erst scheiden lassen müssen.

## Ehrungen
Ein knappes Jahr nach Pfuels Tod wurde im August 1867 in der v. Pfuel’schen Schwimmanstalt zu Berlin seine Büste aufgestellt. In der Berliner Luisenstadt wurde 1895 die Pfuelstraße nach ihm benannt. In der Köpenicker Straße 11-14 befand sich eine Gedenktafel zu Ehren Pfuels, welche wegen des Gebäudeabrisses im Jahr 1928 verschwand.

## Trivia

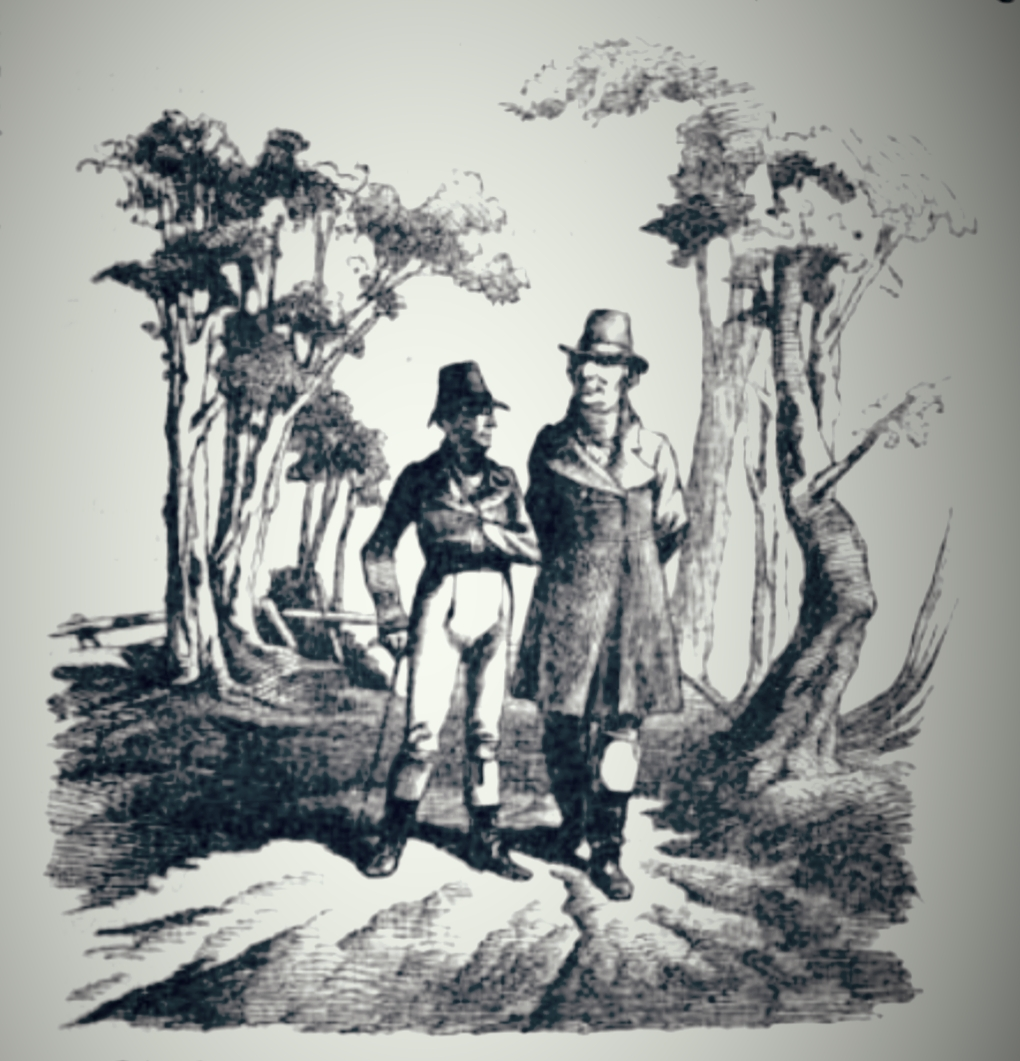
Ernst von Pfuel und Johann Wolfgang von Goethe, Tagesausflug nahe Teplitz zu Goethes 61. Geburtstag, 28. August 1810. Illustration der Wochenschrift Fliegende Blätter

Einer Anekdote zufolge verbrachte Pfuel auf Einladung Johann Wolfgang von Goethes dessen 61. Geburtstag 1810 mit ihm. Ziel des gemeinsamen Ausflugs waren Schloss Dux, nahe Teplitz sowie das Kloster Osegg. Belegt durch einen Briefwechsel mit seiner Cousine Caroline de la Motte Fouqué, sind ausführliche Schilderungen Pfuels über Goethe, den er „täglich bei dem Herzog“ sehe. Goethe erwähnt in seinem Tagebuch für August und September 1810, dass er mit Pfuel mehrfach zu Tisch gewesen sei.